# 五円定理

五円定理（ごえんていり、英語: five circles theorem）は5つの円に関する定理である。ミケルの五円定理、モーリーの五円定理とも。5つの円が、中心をある円C上に持ち、かつ隣り合う円との交点の一方がC上にあるとする。もう一方の交点を隣の交点と結んでできた星形五角形の頂点は、5つのそれぞれの円上にある。